# 茹兰达
茹兰达是巴西巴拉那州的一个市镇。总面积349.721平方公里，总人口7858人，人口密度22.5人/平方公里。